# 杏っ子
『杏っ子』（あんずっこ）は、室生犀星の長編小説である。1956年11月19日から1957年8月18日にかけて『東京新聞』夕刊で271回にわたって連載された。原稿用紙換算800枚。同年10月、新潮社から単行本が刊行された。
娘への愛情と、娘と一体になっての、迫害に対する反逆を描いた自伝的小説。
1958年に読売文学賞を受賞した。

## 概要
著名な作家・平山平四郎と、その娘である杏子の人生を描いた小説。前半は私生児として生まれた平四郎が文学を志し、結婚して一児をもうけるところまでが描かれ、後半では成長した杏子が疎開先で知り合った男性と結婚し、家庭内暴力に見舞われて離婚するまでが描かれている。モデルは犀星自身と娘の室生朝子である。

## 映画
1958年5月13日に公開。製作、配給は東宝。モノクロ。　

### キャスト
- 平山杏子：香川京子
- 平山平四郎：山村聰
- 平山りえ子：夏川静江
- 平山平之助：太刀川洋一
- 漆山亮吉：木村功
- 漆山すみ子：中北千枝子
- 山本りさ子：三井美奈
- 八木原俊雄：中村伸郎
- 田山茂：小林桂樹
- 菅猛雄：加東大介
- 村井えん子：賀原夏子
- 鳩井夫人：沢村貞子
- 鳩井息子：佐原健二
- 佐藤博士：林寛
- 吉田三郎：千秋実
- 吉田さち子：三田照子
- 岡田：藤木悠
- 伊島：土屋嘉男
- 杏子の友人：河美智子

### スタッフ
- 製作：清水雅[要出典]
- 企画：森岩雄[要出典]
- 原作：室生犀星
- 脚本：田中澄江、成瀬巳喜男
- 音楽：斎藤一郎
- 撮影：玉井正夫
- 美術：中古智
- 録音：藤好昌生
- 照明：石井長四郎
- 編集：大井英史
- チーフ助監督：川西正純
- 製作担当者：島田武治
- 整音：宮崎正信
- 現像：東宝現像所
- プロデューサー：田中友幸[要出典]
- 監督：成瀬巳喜男

### 同時上映
『大笑い捕物帖』
- 脚本：新井一／監督：青柳信雄／主演：一龍斎貞鳳／東京映画作品

## テレビドラマ
1962年9月3日から同年12月7日まで日本テレビ系列の平日13:00 - 13:20（JST）に放送。全70回。

### 出演者
- 松村達雄
- 室生あやこ
- 朝風みどり
- 武内亨
- 鳳八千代

ほか

### スタッフ
- 脚本：池田一朗
- 演出：蒲生順一
- 制作：NTV